# Misuzu Togashi
Misuzu Togashi (富樫 美鈴, * am 7. August 1986) ist eine japanische Synchronsprecherin.
Sie ist bekannt für ihre Sprechrollen diverser Anime-Fernsehserien wie Mirai Nikki, Date A Live und Nichijou. Togashi ist Mitglied des Gesangs-Ensemble Sweet ARMS.

## Filmografie (Auswahl)
| Jahre     | Titel                     | Rolle              |
| --------- | ------------------------- | ------------------ |
| 2009      | Seitokai no Ichizon       | Shiina Minatsu     |
| 2011–2014 | Maken-Ki                  | Azuki Shinatsu     |
| 2011      | Nichijou                  | Mai Minakami       |
| 2011      | Mirai Nikki               | Yukiteru Amano     |
| 2012–2014 | Kuromajo-san ga Tōru!!    | Naoki Kojima       |
| 2012      | Upotte!!                  | Ichiroku           |
| 2012      | Seitokai no Ichizon Lv. 2 | Shiina Minatsu     |
| 2013–…    | Date A Live               | Origami Tobiichi   |
| 2014      | Oneechan ga Kita          | Takayoshi Hayasaka |
| 2014      | Kagerō Project            | Hibiya Amamiya     |
| 2015      | Haikyū!!, Staffel 2       | Kaori Suzumeda     |

## Diskografie

### Als Teil von Sweet ARMS
| Jahr | Titel Musiklabel        | Höchstplatzierung, Gesamtwochen, AuszeichnungChartsChartplatzierungen (Jahr, Titel, Musiklabel, Platzierungen, Wochen, Auszeichnungen, Anmerkungen) | Anmerkungen                         |
| Jahr | Titel Musiklabel        | JP | Anmerkungen                         |
| ---- | ----------------------- | --- | ----------------------------------- |
| 2014 | Trigger Nippon Columbia | JP89 (1 Wo.)JP | Erstveröffentlichung: 30. Juli 2014 |

### Singles
| Jahr | Titel Album | Höchstplatzierung, Gesamtwochen, AuszeichnungChartsChartplatzierungen (Jahr, Titel, Album, Platzierungen, Wochen, Auszeichnungen, Anmerkungen) | Anmerkungen                            |
| Jahr | Titel Album | JP | Anmerkungen                            |
| ---- | ----------- | --- | -------------------------------------- |
| 2011 | Fly Away –  | JP49 (2 Wo.)JP | Erstveröffentlichung: 7. November 2011 |

Weitere Singles
- 2011: Fligh High (Single, Nippon Columbia)